# David Sagara
David Sagara (né le 15 décembre 1967 à Dourou, Bandiagara) est l'actuel[Quand ?] ministre malien délégué auprès du ministre de l'administration territoriale et des collectivités locales, chargé de la décentralisation. 

## Biographie
Ingénieur agronome diplômé de l'Institut polytechnique rural de formation et de recherche appliquée de Katibougou, David Sagara s'intéresse aux questions traitant d'environnement, de développement rural, de la sécurité et de l'aide alimentaire, de l’aide humanitaire et du système d'alerte précoce, de la nutrition des enfants et enfin des changements climatiques. David Sagara a été directeur du programme Actions de promotion humaine de Caritas Mali à Mopti. Il parle le français, l’anglais, et l’espagnol ainsi que le dogon, le bambara et le peuhl.